# Saubole
Saubole ist eine französische Gemeinde mit 150 Einwohnern (Stand 1. Januar 2022) im Département Pyrénées-Atlantiques in der Region Nouvelle-Aquitaine (vor 2016: Aquitanien). Die Gemeinde gehört zum Arrondissement Pau und zum Kanton Pays de Morlaàs et du Montanérès (bis 2015: Kanton Morlaàs).
Der Name der Gemeinde lautet in der gascognischen Sprache Sauvòla.
Der Name ist eine Ableitung des gascognischen Worts selvola (deutsch Ort, an dem es einen Wald gibt).

## Geographie
Saubole liegt ca. 25 km östlich von Pau in der historischen Provinz Béarn am östlichen Rand des Départements und grenzt im Nordosten und im Südosten an Enklaven des benachbarten Départements Hautes-Pyrénées.
Umgeben wird der Ort von den Nachbargemeinden:
|                    | Lombia                                      | Séron (Hautes-Pyrénées)    |
|                    | Kompassrose, die auf Nachbargemeinden zeigt | Aast                       |
| Eslourenties-Daban |                                             | Gardères (Hautes-Pyrénées) |

Saubole liegt im Einzugsgebiet des Flusses Adour.
Zwei seiner Nebenflüssen durchqueren das Gebiet der Gemeinde,
- der Louet und
- der Lées, hier Grand Lées genannt, mit seinen Zuflüssen,
  - dem Hourquet und
  - dem Petit Lées.[3]

## Geschichte
Das Dorf ist im 13. Jahrhundert erstmals in den Schriften erwähnt, aber eine Besiedelung des Landstrichs hat weit vorher stattgefunden, wie zahlreiche Hügelgräber zeigen, die heute eingeebnet sind. Im Mittelalter wurde das Gebiet der heutigen Gemeinde von Pilgern auf ihrem Weg nach Santiago de Compostela durchquert. Bei der Volkszählung des Béarn im Jahre 1385 wurden in Saubole sieben Haushalte gezählt, und das Dorf gehörte zur Bailliage von Montaner. Bis zum Jahre 1570 hat sich das Dorf offensichtlich noch nicht sehr entwickelt, denn es wurden dann nur fünf oder sechs Häuser gezählt. Der Grundherr war in dieser Zeit der Komtur der Benediktinerabtei von Saint-Lézer in der Nähe von Tarbes.
Toponyme und Erwähnungen von Saubole waren:
- Seubole (13. Jahrhundert, fors de Béarn, Manuskript aus dem 14. Jahrhundert),
- Seuvola (14. Jahrhundert, Volkszählung des Béarn),
- Seeubola und Saubola (1544 bzw. 1548, réformation de Béarn, Manuskriptsammlung des 16. bis 18. Jahrhunderts, B. 758, Blatt 1),
- Saubole (1750, Karte von Cassini),
- Sanbote (1793, Notice Communale) und
- Saubole (1801, Bulletin des Lois).[4][5][6]

### Einwohnerentwicklung
Die Gemeinde erreichte einen ersten Höchststand ihrer Größe mit rund 145 Einwohnern in der ersten Hälfte des 19. Jahrhunderts. In der Folge reduzierte sich die Einwohnerzahl bei kurzen Erholungsphasen bis zu den 1930er Jahren auf 75. Anschließend setzte eine Wachstumsphase bis in die 1960er Jahre ein. In dieser Zeit lebten rund 100 Einwohner in der Gemeinde. Bis zur Jahrtausendwende stagnierte die Größe der Gemeinde, bis ein starkes Wachstum einsetzte, das noch heute andauert.
| Jahr      | 1962 | 1968 | 1975 | 1982 | 1990 | 1999 | 2006 | 2009 | 2022 |
| --------- | ---- | ---- | ---- | ---- | ---- | ---- | ---- | ---- | ---- |
| Einwohner | 99   | 94   | 89   | 86   | 91   | 78   | 108  | 120  | 150  |

## Sehenswürdigkeiten
- Pfarrkirche, geweiht dem Apostel Bartholomäus. Ihre romanische Ursprünge gehen auf das 11. Jahrhundert oder früher zurück. Der Chor ist im 12. Jahrhundert neu gebaut worden. Das einschiffige Langhaus wird durch eine halbrunde Apsis verlängert, die außen von drei Strebewerken eingerahmt wird. Die Kirche besitzt einen Glockengiebel mit zwei Aussparungen für die beiden Glocken. Der Eingangsvorbau auf der Nordseite birgt ein Portal aus der ersten Hälfte des 16. Jahrhunderts und eine Arkade aus Ziegelsteinen. Sie trägt die Jahreszahl „1679“ und scheint der Eingang einer ehemaligen Kapelle zu sein. Ein Stein aus dem Eingang des ursprünglichen Baus, der mit zwei Rosetten verziert ist, ist für den nördlichen Eingang wiederverwendet worden. Drei Glasfenster sind Werke der Glasmalerei Mauméjean aus dem späten 19. Jahrhundert. Sie zeigen jeweils die Apostel Bartholomäus und Simon Petrus sowie Josef von Nazaret. Weitere Ausstattungsgegenstände aus dem 17. und 18. Jahrhundert sind als nationale Kulturgüter registriert.[9][10]

## Wirtschaft und Infrastruktur

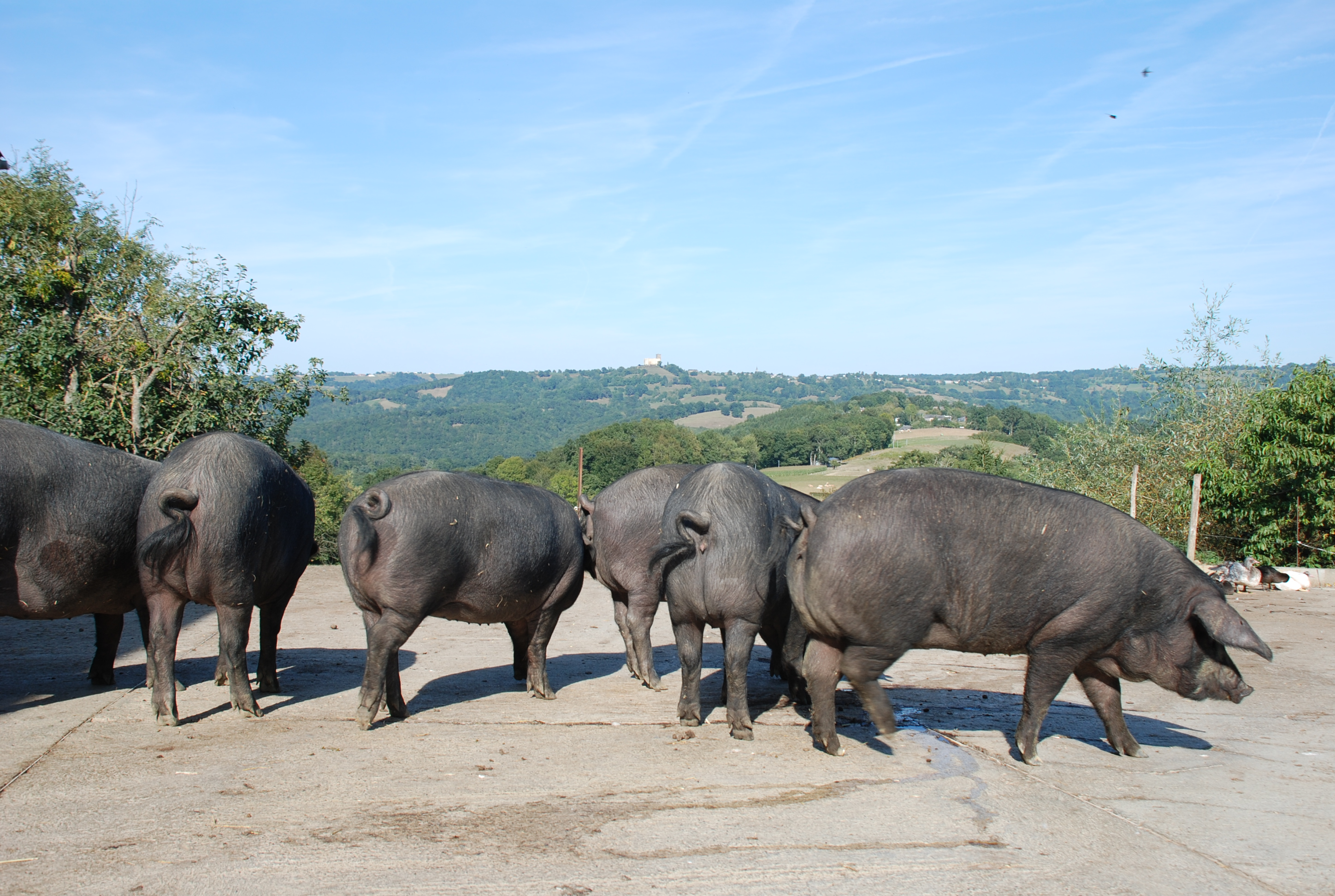
Porcs Noirs de Bigorre

Saubole liegt in den Zonen AOC der Schweinerasse Porc noir de Bigorre und des Schinkens Jambon noir de Bigorre.

### Verkehr
Saubole wird durchquert von den Routes départementales 47 und 61.